# ریچارد مارشال
ریچارد مارشال (انگلیسی: Richard Marshall; ۱۶ ژوئن ۱۸۹۵ – ۳ اوت ۱۹۷۳) فرد نظامی اهل ایالات متحده آمریکا بود. وی همچنین برندهٔ جوایزی همچون ستاره نقره‌ای شده‌است.